# Euchlaena mollisaria
Euchlaena mollisaria är en fjärilsart som beskrevs av George Duryea Hulst 1886. Euchlaena mollisaria ingår i släktet Euchlaena och familjen mätare. Inga underarter finns listade i Catalogue of Life.